# Munyal, Gokak
Munyal là một làng thuộc tehsil Gokak, huyện Belgaum, bang Karnataka, Ấn Độ.